# Lengnauer Mappot
Die Lengnauer Mappot, im Surbtaler Jiddisch Mappes, eine Sammlung von 218 Torawimpeln, wurden in den 1960er Jahren in der Frauengalerie der Synagoge in Lengnau AG entdeckt. 1967 wurden sie Gegenstand der Forschung von Florence Guggenheim-Grünberg, die mit ihrem Beitrag erstmals eine systematische Beschreibung dieser Art von Sammlung vorlegte. Heute sind die Lengnauer Mappot Teil der Sammlung des Jüdischen Museums der Schweiz.
Die Lengnauer Mappot erstrecken sich über fast drei Jahrhunderte, von 1655 bis 1906. Die Breite der Stoffbänder in der Lengnauer Sammlung reicht von 10 cm bis 24 cm. Die Gesamtlänge liegt typischerweise zwischen zwei und dreieinhalb Metern. Die Stofftücher sind mit verzierten hebräischen Buchstaben in aschkenasischer Quadratschrift bestickt oder bemalt. Vor 1845 sind die Wimpel bestickt, danach überwiegend bemalt.
Wie bei allen aschkenasischen Torawimpeln folgt die Inschrift auf den Lengnauer Mappot einem Muster. Erst wird der Sohn benannt, dann der Vater und als Nächstes das Geburtsdatum des Kindes nach dem jüdischen Kalender. Auf manchen Mappot wird der Geburtsort Lengnau ergänzt. Es folgt ein standardisierter Spruch; der Junge soll heranwachsen zur Tora, zur Chuppa und zu guten Taten. Dieser Wunsch, der von einem Segenspruch bei der Beschneidung stammt, wird durch gemalte oder gestickte Bilder von Torarollen, Chuppas und weiteren jüdischen Symbolen unterstützt.
Es gibt nur wenige Sammlungen von Torawimpeln, die aus einer bekannten Gemeinde stammen. Abgesehen von der Lengnauer Sammlung sind Beispiele aus Bechhofen und Gernsheim am Rhein bekannt, aber keine so umfassend und zusammenhängend. Die Lengnauer Mappot sind Zeugnisse einer ununterbrochenen Tradition des Landjudentums in der Schweiz und ein interessantes Hilfsmittel bei der Erforschung von Familiengeschichten. Häufig erwähnt werden z. B. folgende jüdische Familien der Schweiz:
- Bloch
- Braunschweig
- Dreyfus
- Guggenheim (siehe auch Florence Guggenheim-Grünberg)
- Ris (siehe auch Abraham Ris, Raphael Ris)
- Wyler

## Galerie

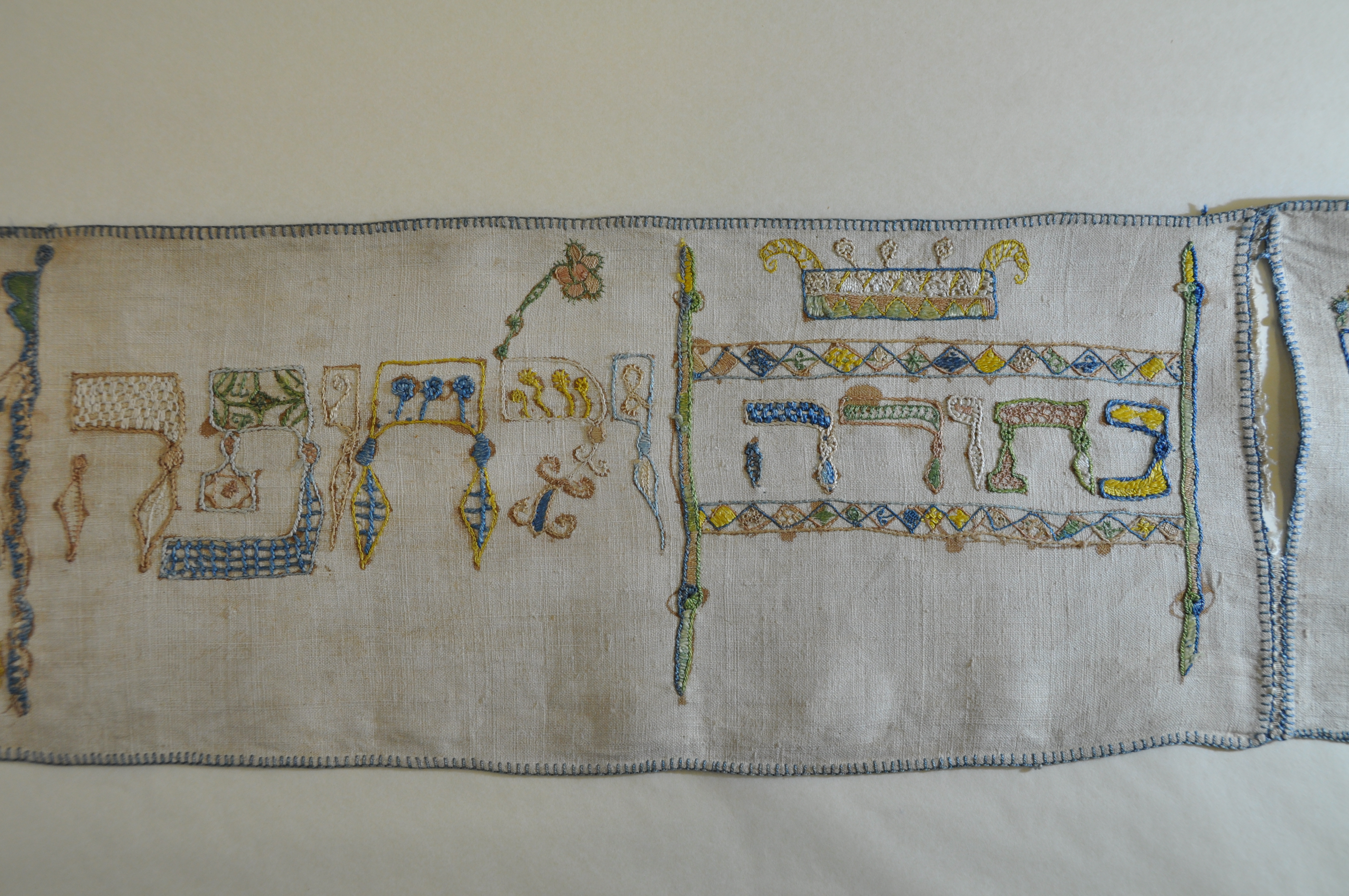
Gestickte Torawimpel aus der Lengnau Sammlung, Jüdisches Museum der Schweiz
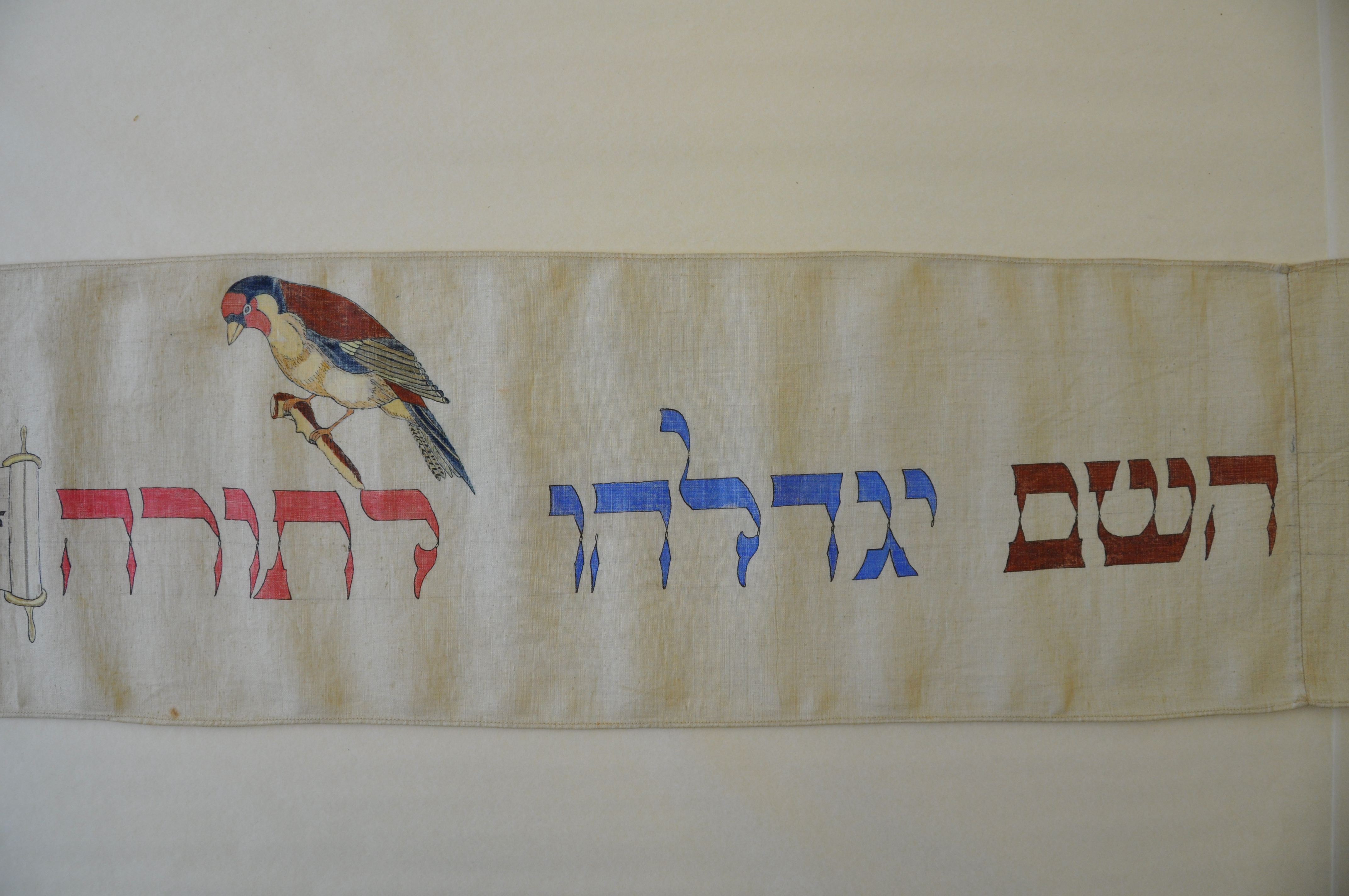
Gemalte Torawimpel von Markus Israel Guggenheim, 1886
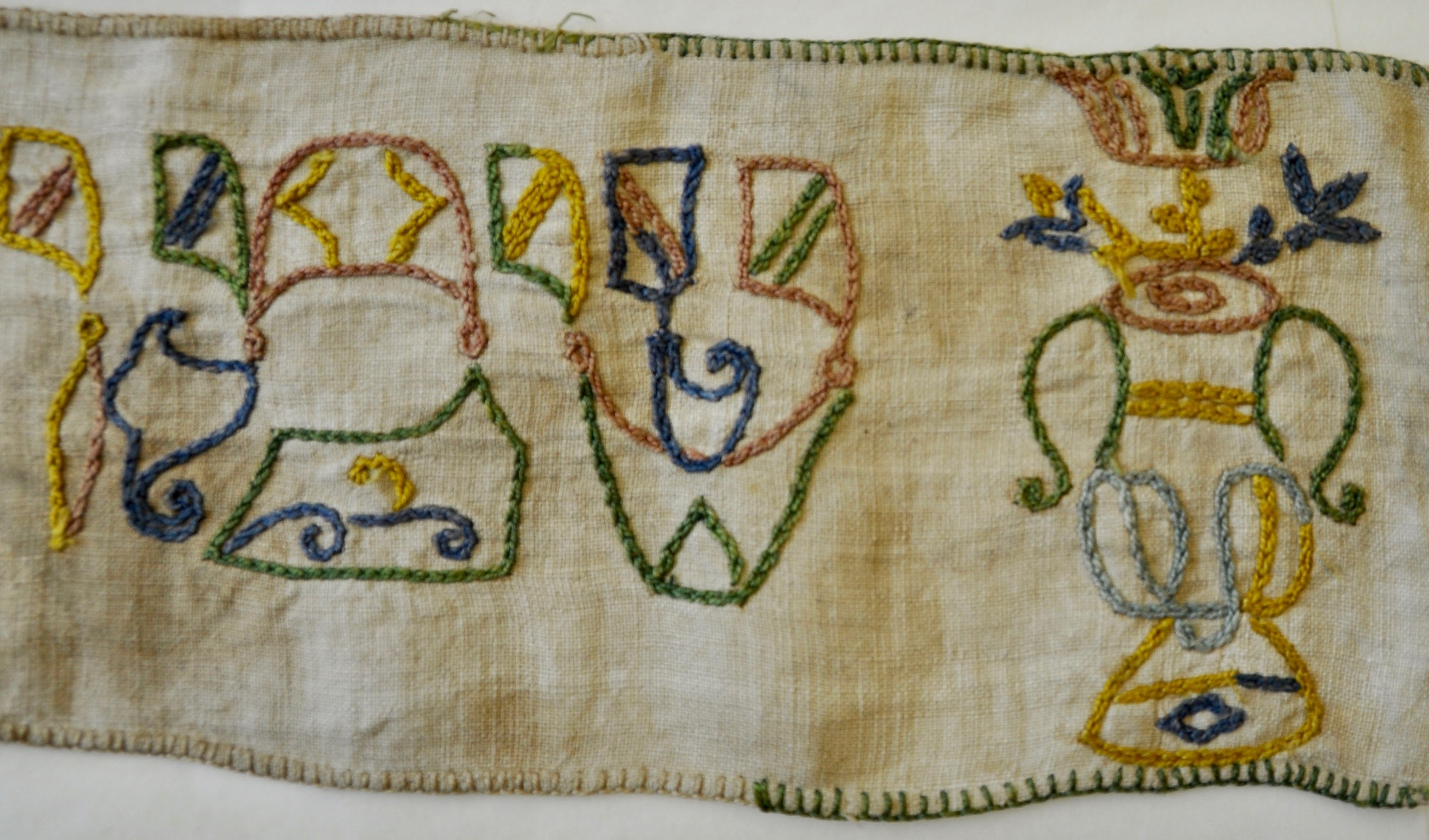
Gestickte Torawimpel von Samuel, Sohn des Meir, 1744
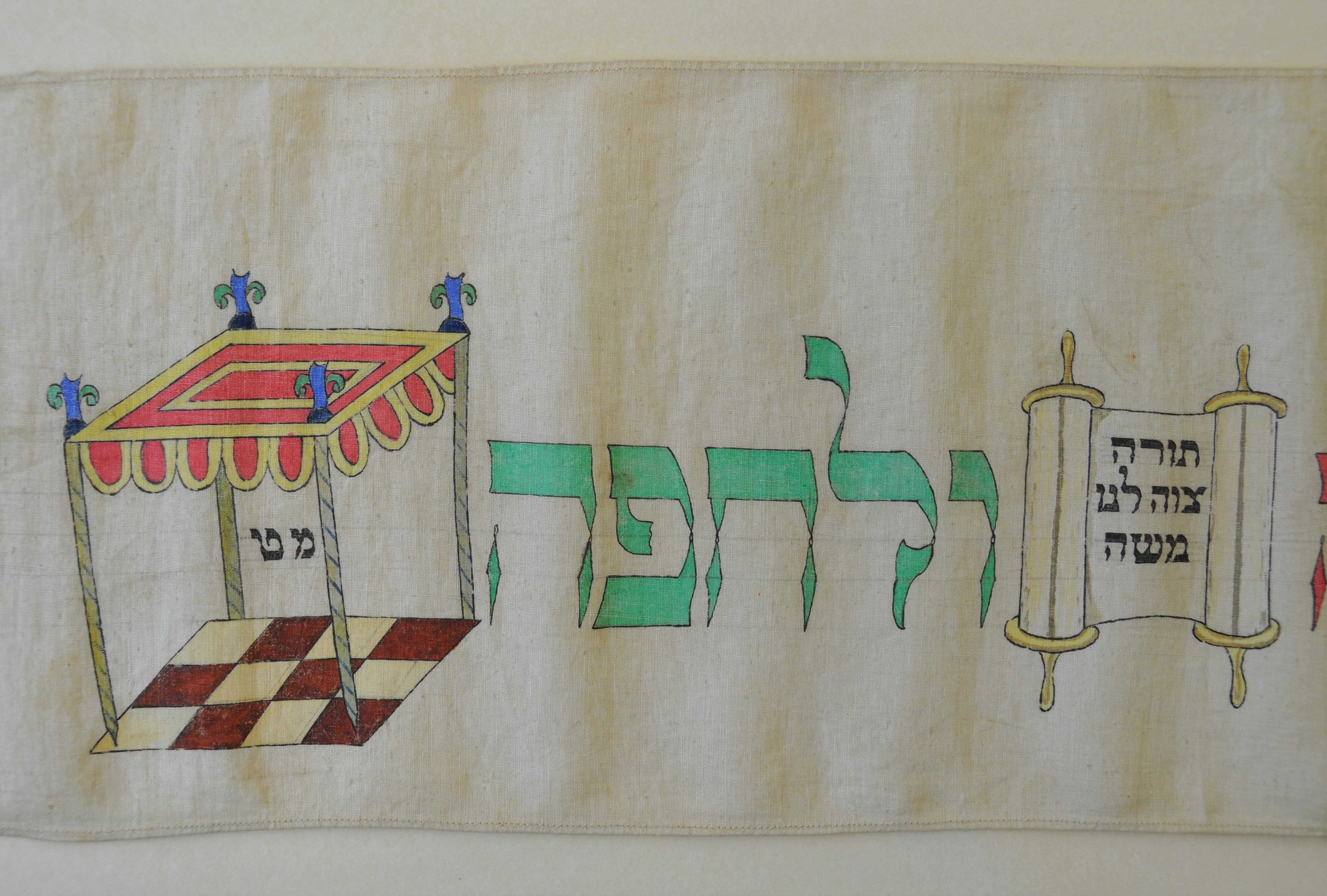
Chuppa und Torarolle auf ein Wimpel von 1886
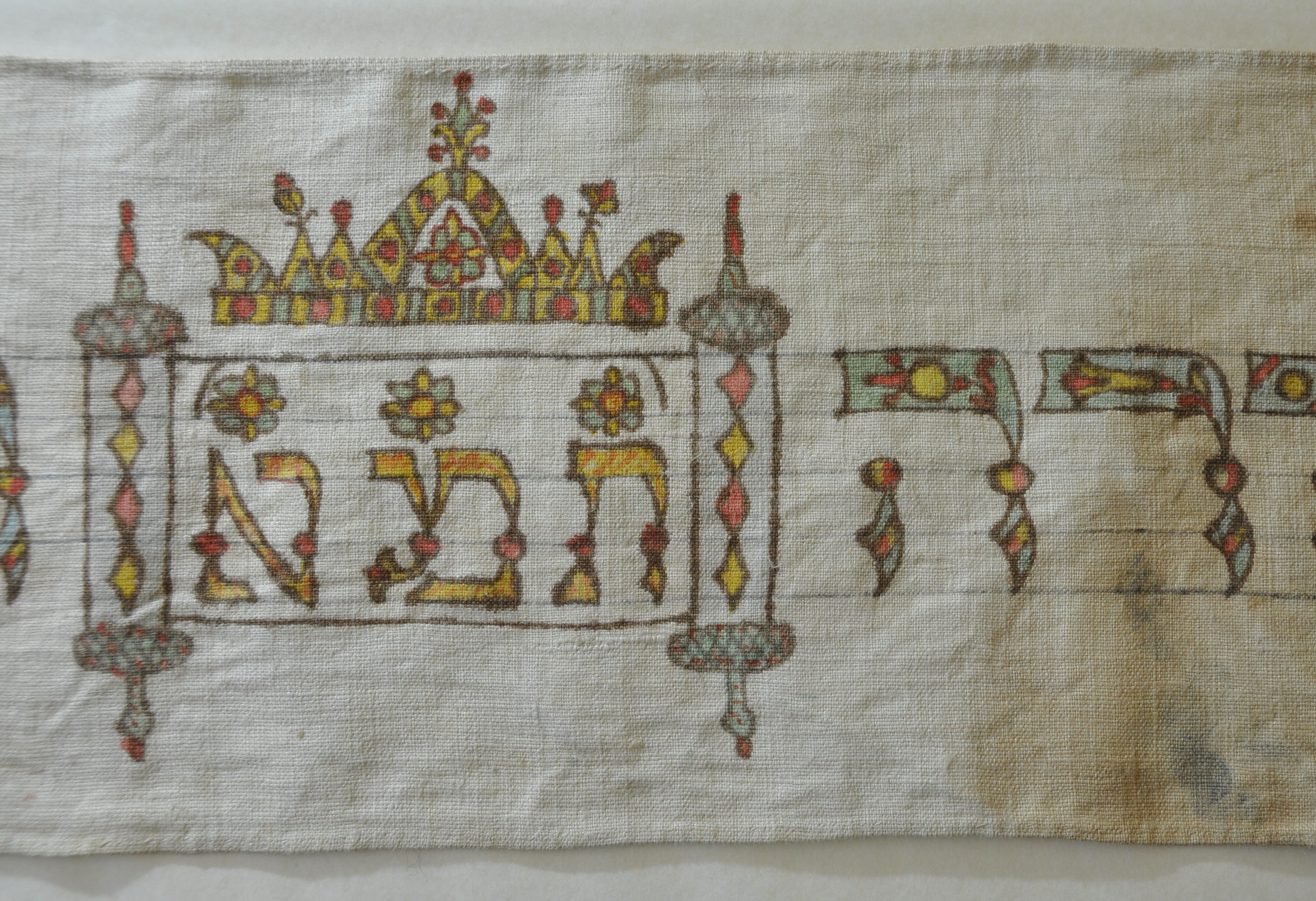
Torarolle mit Krone, 1831
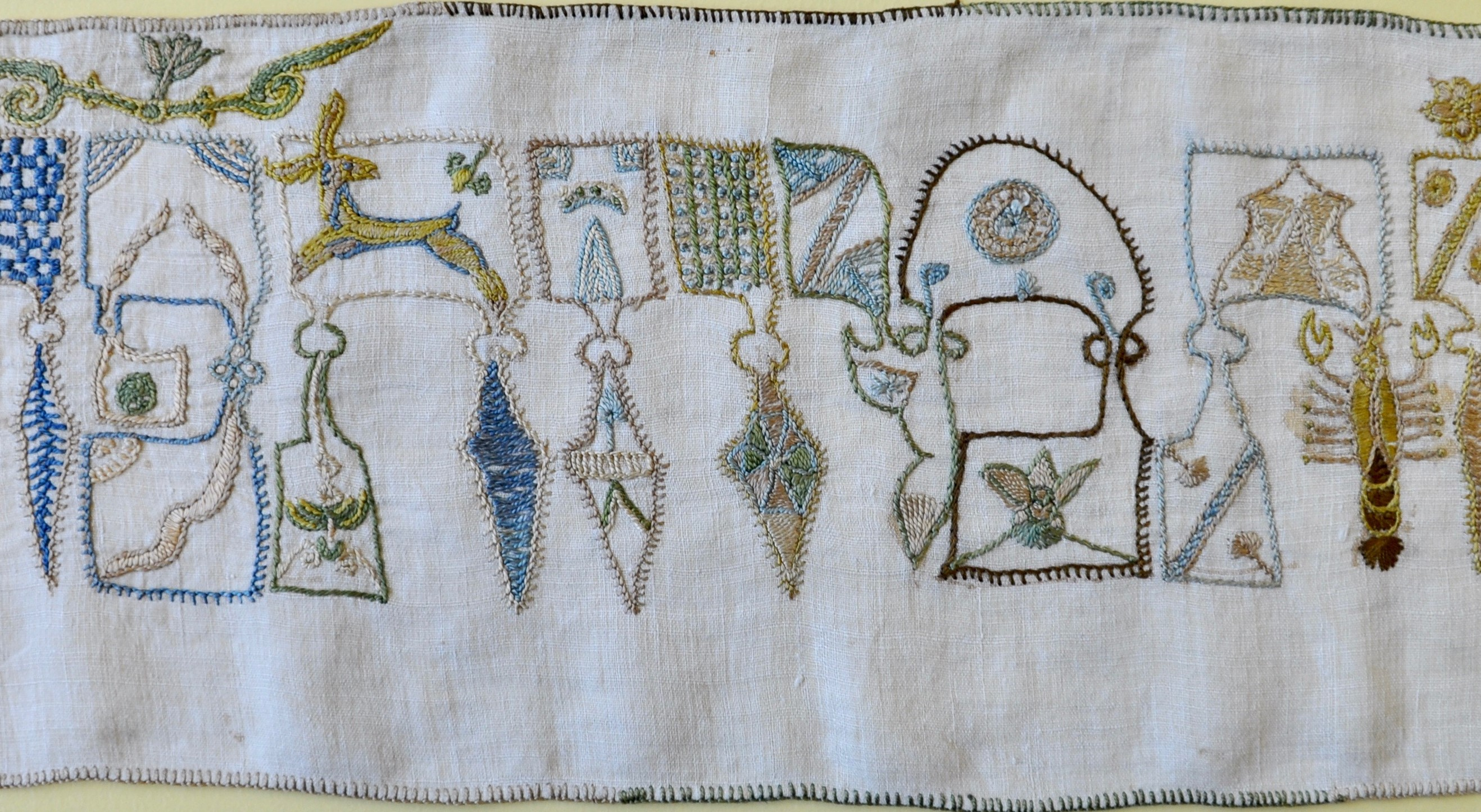
Fein gestickte Wimpel aus 1726
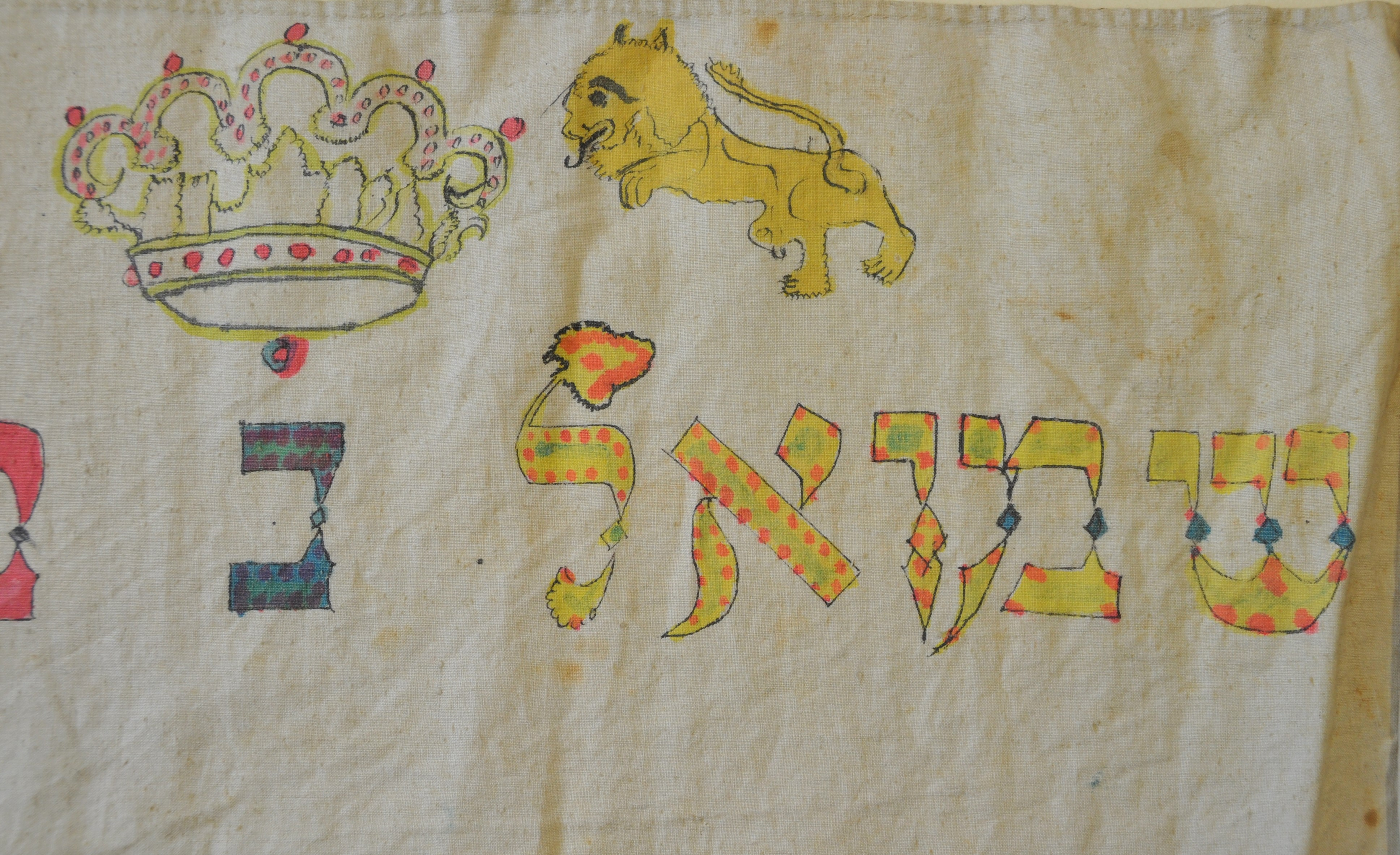
Löwe und Krone auf ein Wimpel von 1902